# Frederick George Jackson

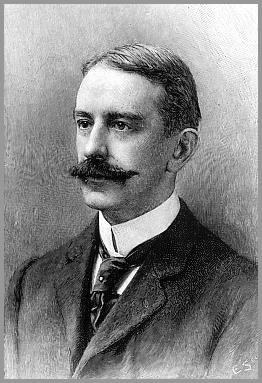
Frederick George Jackson

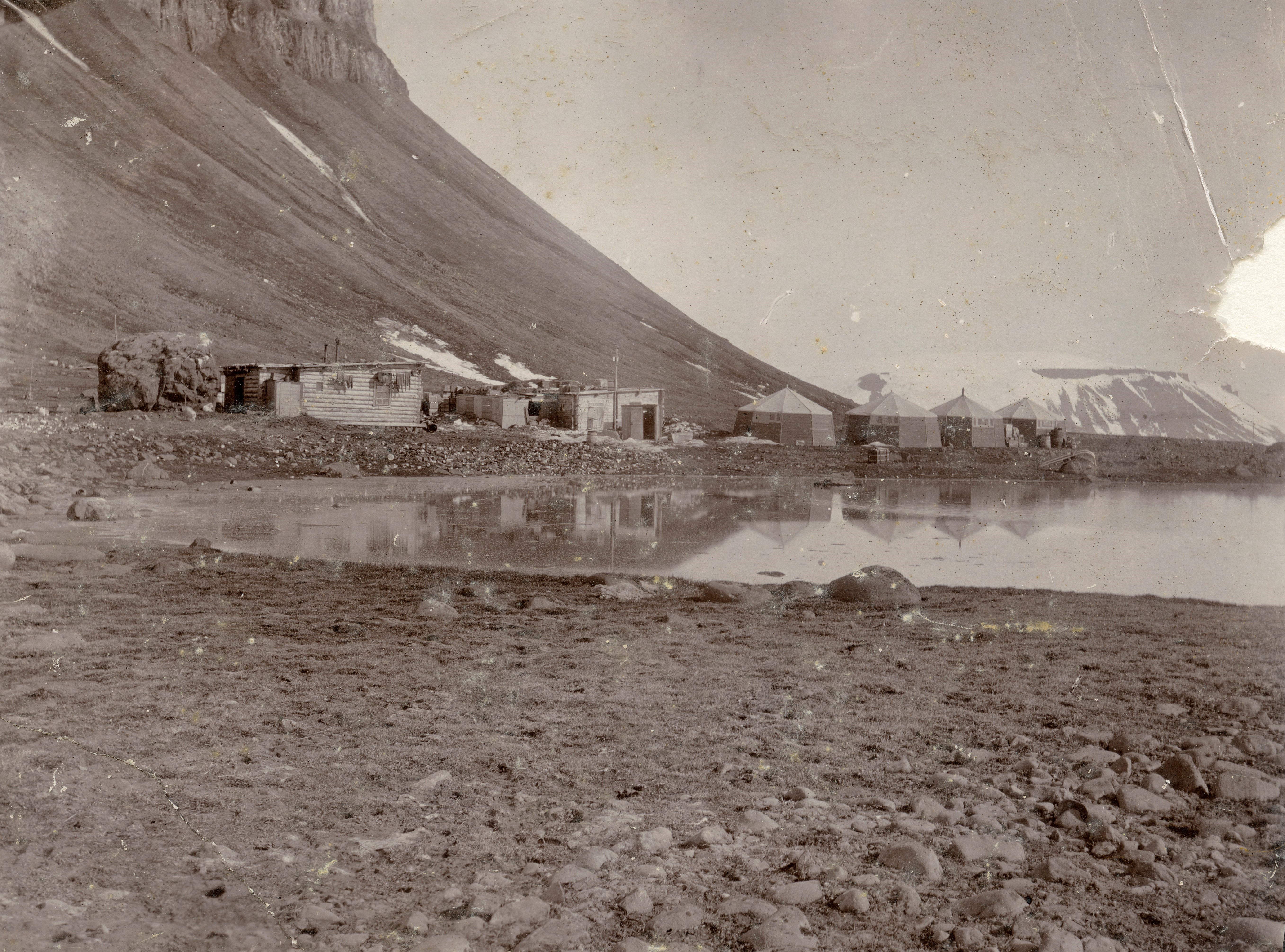
Jacksons Station am Kap Flora

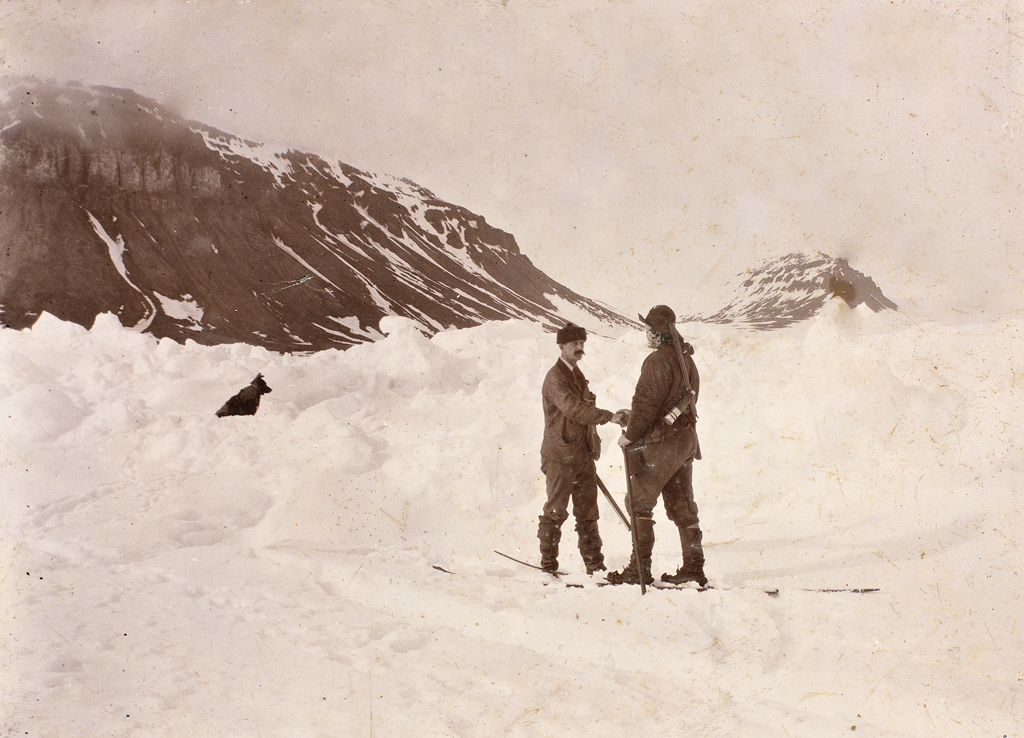
Begegnung zwischen Jackson (links) und Fridtjof Nansen (rechts) am Kap Flora am 17. Juni 1896 (nachgestellte Szene).

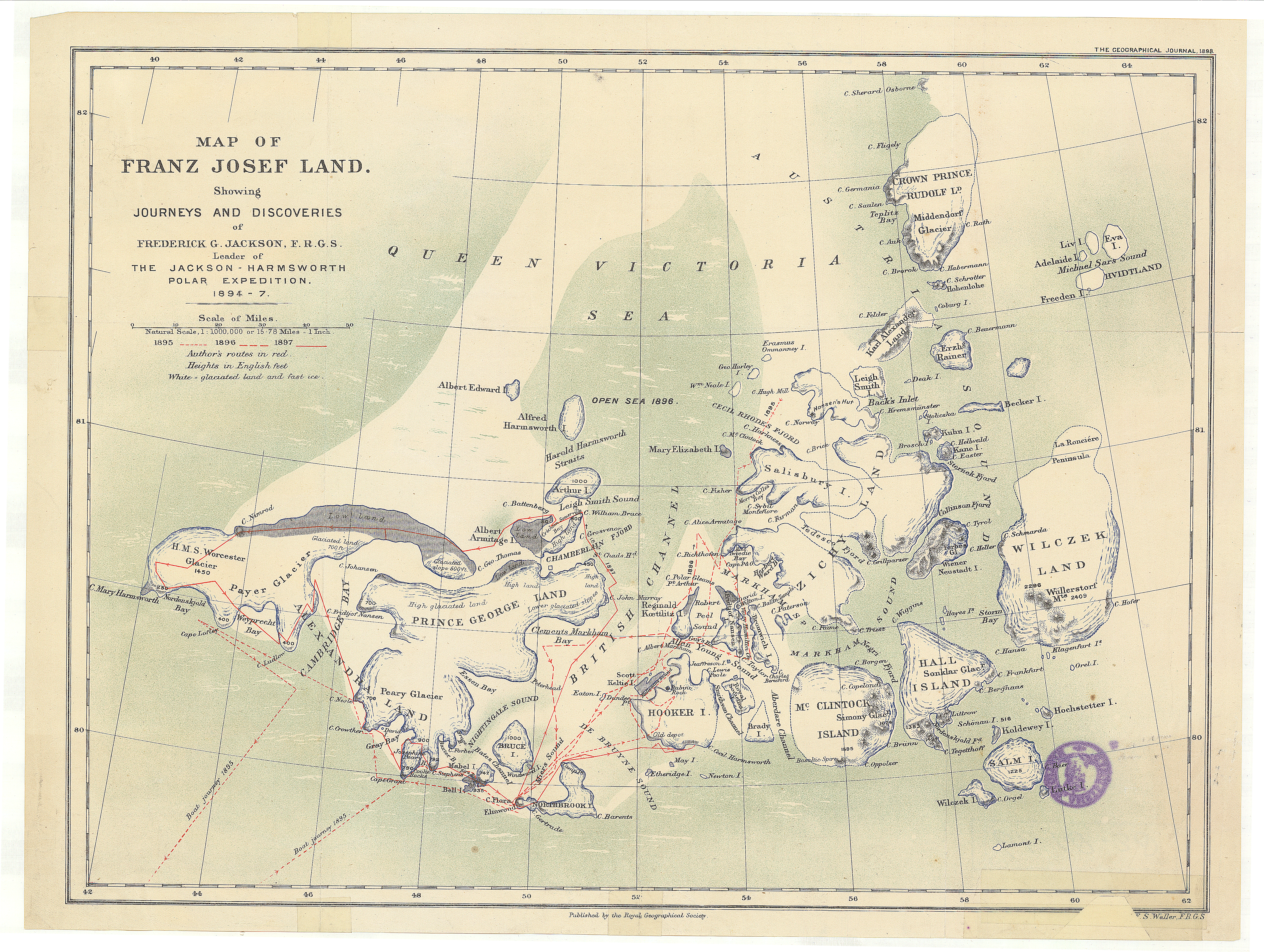
Jacksons Karte von Franz-Josef-Land

Frederick George Jackson (* 6. März 1860 in Coughton bei Alcester, Warwickshire; † 13. März 1938 in London) war ein britischer Polarforscher und Abenteurer.

## Ausbildung und Jugendjahre
Jackson, der am Denstone College, einer privaten Boarding School in Staffordshire erzogen wurde, verbrachte seine Jugendzeit in Australien und unternahm bereits als Jugendlicher ausgedehnte Reisen in die australischen Wüstenregionen.
Zurück in Großbritannien absolvierte er die Universität Edinburgh.

## Erste arktische Erfahrungen
1886–1887 kam Jackson bei einer Reise an Bord eines Walfängers erstmals in arktische Gewässer.
1893 reiste er auf Schlitten 3000 Meilen durch die sibirische Tundra und Lappland und erkundete das Gebiet zwischen Ob und Petschora. Seine Erlebnisse schilderte er in dem 1895 erschienenen Buch The Great Frozen Land.

## Die Jackson-Harmsworth-Expedition
1894–1897 wurde Jackson mit dem Kommando der Jackson-Harmsworth-Expedition (benannt nach dem Polarforscher beziehungsweise dem Finanzier der Expedition, dem britischen Verleger Alfred Harmsworth) betraut. Ziel dieser Unternehmung war die Erforschung von Franz-Josef-Land. Bei Kap Flora auf der  Northbrook-Insel wurde ein Basislager errichtet, drei Jahre lang beschäftigte sich Jackson mit der Kartografierung und der Vermessung von Franz-Josef-Land. Dabei bewies er, dass es sich bei Franz-Josef-Land um einen Archipel und nicht um einen Kontinent handelte. 1896 traf er am Kap Flora auf Fridtjof Nansen und Fredrik Hjalmar Johansen, die sich nach ihrem erfolglosen Versuch, den Nordpol zu erreichen, nach Franz-Josef-Land begeben hatten und in Europa als vermisst galten, und verhalf ihnen zur Rückkehr nach Norwegen.
Als Resultat dieser Reise erhielt er 1898 das Ritterkreuz zum norwegischen Sankt-Olav-Orden. Die Pariser Geographische Gesellschaft verlieh ihm eine Ehrenmedaille. Jackson selbst verfasste A Thousand Days in the Arctic (1899).

## Reisen in Afrika
Im Zweiten Burenkrieg diente er auf britischer Seite und wurde verwundet. Seine Erfahrungen in Südafrika animierten ihn, seine Forschungen auf Afrika zu fokussieren. Während der 1920er Jahre unternahm er ausgedehnte Reisen nach Afrika, so querte er den Kontinent von Ost nach West, erkundete das Mashonaland, Matabeleland, Nordrhodesien, Urundi und Ruanda. Er besuchte die Quellen der drei großen afrikanischen Flüsse (Nil, Sambesi, und Kongo) und er durchquerte den kongolesischen Regenwald vom Kiwusee zum Lualaba.

## Tod und Ehrungen
Seine letzten Lebensjahre verbrachte Jackson auf seinem Hausboot Afterglow auf der Themse, nach dem Zweiten Weltkrieg wurde ihm in der St Paul’s Cathedral in London ein Denkmal errichtet. Außerdem wurde die Jackson-Insel (russisch Остров Джексона; Ostrow Dscheksona) auf Franz-Josef-Land nach ihm benannt. Gleiches gilt für den Jackson Tooth, einen Nunatak in der Antarktis.